# Armorial des communes de la province de Limbourg
- certaines figures ne sont pas accompagnées de leur blasonnement.

Cette page donne les armoiries (figures et blasonnements) des communes de la Province de Limbourg.
- Haut – A
- B
- C
- D
- E
- F
- G
- H
- I
- J
- K
- L
- M
- N
- O
- P
- Q
- R
- S
- T
- U
- V
- W
- X
- Y
- Z

## A
| Blason de Alken | Blason  | NL: "In keel een uitkomende Sint-Aldegonde in kloostergewaad, in de rechterhand het boek van de Heilige Regel, in de linkerhand de staf van abdis en boven het hoofd de duif met de sluier in zijn bek, alles van natuurlijke kleur." |
| Blason de Alken | Détails | DM 04.01.1995 |

| Blason de As | Blason  | NL: "In zilver een geplante boom van sinopel, vergezeld links van een hert van keel klimmend tegen de stam. Het schild geplaatst voor een Sint-Amor houdende in de rechterhand een pelgrimsstaf en op de linkerhand een kerk, het geheel van goud." |
| Blason de As | Détails | DM 16.09.1988 |

## B
| Blason de Beringen | Blason  | NL: "Gedeeld 1. gedwarsbalkt van tien stukken van goud en van keel, 2. in zilver een rechtopstaande beer van natuurlijke kleur met een neusring van sabel." |
| Blason de Beringen | Détails | DM 13.03.1981 |

| Blason de Bilzen | Blason  | Parti: au 1 burelé d'or et de gueules (Looz ancien), au 2 d'argent à un arbre nourri de sinople sur un tertre du mesme (Bilsen). |
| Blason de Bilzen | Détails | DM 08.11.1989 |

| Blason de Bocholt | Blason  | NL: "Gedeeld in drieën: 1 van lazuur, met beeltenis van Sint Laurentius van goud, vergezeld van een beuk in natuurkleur; 2 van zilver met drie leeuwen van sinopel, geklauwd en getongd van keel, gekroond van goud; 3 van sinopel met drie luipaardenhoofden van zilver getongd van keel." |
| Blason de Bocholt | Détails | DM 09.05.1979 |

| Blason de Looz | Blason  | NL: "Gedwarsbalkt van tien stukken van goud en van keel. Het schild getopt met een kroon met vijf fleurons, en geplaatst tussen twee onderaan gekruiste bloesemtwijgen van natuurlijke kleur." |
| Blason de Looz | Détails | DM 04.01.1995 |

| Blason de Bourg-Léopold | Blason  | NL: "Gedeeld in drieën van sabel, van goud en van keel, twee schuingekruiste zwaarden van zilver met gevest van goud over alles heen; schildhoofd: in sinopel twee afgewende hoofdletters L van goud, overtopt met de Belgische koningskroon." |
| Blason de Bourg-Léopold | Détails | DM 08.12.1990 |

| Blason de Buggenhout | Blason  | NL: "In sabel een dubbelstaartige leeuw van zilver, geklauwd, getongd en gekroond van goud. Het schild getopt met een kroon met vijf fleurons van goud." |
| Blason de Buggenhout | Détails | DM 15.07.1995 |

| Blason de Brée | Blason  | Parti: au 1 burelé d'or et de gueules de dix pièces (Looz ancien), au 2 de sable aux deux pals d'or. |
| Blason de Brée | Détails | DM 08.07.1986                                                                                        |

## D
| Blason de Diepenbeek | Blason  | NL: "Van zilver met een breedarmig kruis van sabel, het schild geplaatst voor een Heilige Servatius rechtstaand, naar voren gekeerd, met nimbus, gekleed met zijn bisschoppelijke gewaden, houdend in de rechterhand een sleutel en in de linkerhand een bisschopsstaf, de kromming naar buiten gekeerd, alles van goud." |
| Blason de Diepenbeek | Détails | DM 06.02.1962 |

| Blason de Dilsen-Stokkem | Blason  | NL: "In keel een perron met drie treden, getopt met een pijnappel waarop een kruis van goud, de kolom beladen met een schild, gedwarsbalkt van tien stukken van goud en van keel, het geheel ondersteund door een uitkomende gaffelvormige lindeboom, eveneens van goud." |
| Blason de Dilsen-Stokkem | Détails | DM 16.09.1988 |

## F
| Blason de Fourons | Blason  | Écartelé au premier et quatrième d'argent, au lion de gueules, armé et couronné d'or (qui est de Limbourg) ; au deuxième et au troisième de sable, au lion d'or, armé et lampassé de gueules (qui est de Brabant). |
| Blason de Fourons | Détails | DM 16.03.1989 |

## G
| Blason de Genk | Blason  | NL: "Gedeeld 1. gedwarsbalkt van tien stukken van goud en van keel 2. in lazuur een Sint-Maarten te paard, zijn mantel delend met een arme, het geheel van goud." |
| Blason de Genk | Détails | DM 21.06.1994 |

| Blason de Gingelom | Blason  | NL: "In zilver een geopende tweemaal gekanteelde burchttoren van lazuur." |
| Blason de Gingelom | Détails | DM 08.11.1989                                                             |

## H
| Blason de Halen | Blason  | NL: "Gedeeld 1. in zilver een halve adelaar van sabel 2. in goud twee dwarsbalken van sabel en een blokzoom van zilver en van keel." |
| Blason de Halen | Détails | DM 08.11.1989 |

| Blason de Ham | Blason  | "Gedwarsbalkt van acht stukken van zilver en van keel met een leeuw van sabel, gekroond van goud, over alles heen." |
| Blason de Ham | Détails | DM 08.11.1989 |

| Blason de Hamme | Blason  | NL: "Gedeeld: 1. in zilver rechts een hennepstengel en links een vlasstengel, beide van sinopel, paalsgewijze geplaatst, de eerste eindigend met een bloem van zilver, hellend naar rechts, de tweede met een bloem van lazuur, hellend naar links; 2. in lazuur een schildhoofd [van zilver] beladen met zeven hermelijnstaartjes, 4 en 3." |
| Blason de Hamme | Détails | DM 16.06.1979 |

| Blason de Hamont-Achel | Blason  | Parti: au 1 burelé d'or et de gueules de dix pièces (Looz ancien), au 2 d'argent aux deux fasces contre-bretessées de gueules. NL: "Gedeeld 1. gedwarsbalkt van tien stukken van goud en van keel 2. in zilver twee gekanteelde en tegengekanteelde dwarsbalken van keel. Het schild getopt met een aanziende helm van zilver, getralied, gehalsband en omboord van goud, gevoerd en gehecht van lazuur, met wrong van goud en van keel, en met dekkleden rechts van goud en van keel, links van zilver en van keel; helmteken: een merloen van keel." |
| Blason de Hamont-Achel | Détails | DM 08.07.1986 |

| Blason de Hasselt | Blason  | NL: "Gedeeld 1. gedwarsbalkt van tien stukken van goud en van keel 2. in zilver een geplante hazelaar van sinopel; het schild omboord van goud. Het schild getopt met een uitkomend en aanziend hert van natuurlijke kleur en omlijst met twee acanthusbladeren van sinopel. Het geheel rustend op een lint van zilver beladen met de letters S.P.Q.H. van goud." |
| Blason de Hasselt | Détails | DM 03.12.1987 |

| Blason de Hechtel-Eksel | Blason  | NL: "In zilver drie schuinbalken van sabel, respectievelijk beladen met de hoofdletters E X L van goud linkerschuinbalksgewijze geplaatst." |
| Blason de Hechtel-Eksel | Détails | DM 08.06.1986 |

| Blason de Heers | Blason  | NL: "Van goud met blauw gewapende en getongde rode leeuw." |
| Blason de Heers | Détails | DM 26.08.1978                                              |

| Blason de Herck-la-Ville | Blason  | NL: "Gedeeld 1. doorsneden a. in keel een Sint-Maarten te paard, zijn mantel delend met een arme, alles van goud b. gedwarsbalkt van tien stukken van goud en van keel 2. in keel drie vijfbladen van goud, doorboord van het veld." |
| Blason de Herck-la-Ville | Détails | DM 07.10.1986 |

| Blason de Herstappe | Blason  | NL: "In goud een adelaar met neerwaarts gerichte vlucht van keel." |
| Blason de Herstappe | Détails | DM 01.09.1992                                                      |

| Blason de Heusden-Zolder | Blason  | NL: "Gedeeld 1. gedwarsbalkt van tien stukken van goud en van keel met een vrijkwartier van zilver beladen met een gaande beer van natuurlijke kleur, geringd van sabel 2. in zilver een schuinbalk van sabel, beladen met drie schelpen van goud in de richting van de schuinbalk geplaatst, tussen twee schuinstrepen van sabel.". |
| Blason de Heusden-Zolder | Détails | DM 08.07.1986 |

| Blason de Hoeselt | Blason  | NL: "In goud een dwarsbalk van zilver, omboord en getralied van sabel. Het schild getopt met een kroon van goud met negen parels." |
| Blason de Hoeselt | Détails | DM 08.12.1990 |

| Blason de Houthalen-Helchteren | Blason  | NL: "In goud een leeuw van sabel, geklauwd en getongd van keel, houdend een schildje van keel met een versmald kruis van goud, vergezeld van achttien blokjes van hetzelfde, vijf in elke bovenhoek, schuinkruisgewijze geplaatst, en vier in elke benedenhoek, 2 en 2 geplaatst. Het schild geplaatst voor een Sint-Trudo van natuurlijke kleur op een grasgrond." |
| Blason de Houthalen-Helchteren | Détails | DM 21.06.1994 |

## K
| Blason de Kinrooi | Blason  | NL: "Gedeeld 1. gedwarsbalkt van tien stukken van goud en van keel 2. in goud een halve keizerlijke adelaar van sabel. Het schild geplaatst voor een Sint-Lambertus van goud." |
| Blason de Kinrooi | Détails | DM 03.12.1987 |

| Blason de Kortessem | Blason  | NL: "Gedeeld 1. gedwarsbalkt van tien stukken van goud en van keel 2. doorsneden a. in lazuur een rechtshellende schaliehamer van zilver b. in keel drie palen van vair en een schildhoofd van goud. Het schild getopt met een kroon met vijf fleurons van goud." |
| Blason de Kortessem | Détails | DM 16.09.1988 |

## L
| Blason de Lanaken | Blason  | NL: "Gevierendeeld 1. in keel een kruis van goud 2. in zilver drie links uitkomende wolfstanden van sabel 3. in goud een schuingeplaatste pijl van keel 4. in goud vier dwarsbalken van keel; hartschild: in keel bezaaid met blokjes van zilver, een leeuw van hetzelfde." |
| Blason de Lanaken | Détails | DM 08.12.1990 |

| Blason de Lommel | Blason  | NL: "In lazuur een eik op een losse grond, aan weerszijden vergezeld van een grazend schaap, alles van goud.." |
| Blason de Lommel | Détails | DM 21.06.1994                                                                                                  |

| Blason de Lummen | Blason  | NL: "Gevierendeeld 1. en 4. in keel drie vijfbladen van goud, doorboord van het veld 2. in goud een dwarsbalk geschaakt van drie rijen van zilver en van keel met een uitkomende leeuw van keel, geklauwd en getongd van lazuur 3. in zilver twee boveneen geplaatste wolven van sabel, de bovenste achter en de onderste voor een uitgerukte boom van sinopel.." |
| Blason de Lummen | Détails | DM 03.12.1987 |

## M
| Blason de Maaseik | Blason  | NL: "Gedeeld 1. gedwarsbalkt van tien stukken van goud en van keel, beladen met een omgewende vis van sabel, paalsgewijze geplaatst 2. in zilver een eik van sinopel op een grasgrond, in het schildhoofd vergezeld van drie verkorte kruisjes van keel." |
| Blason de Maaseik | Détails | DM 22.01.1981 |

| Blason de Maasmechelen | Blason  | NL: "Gedeeld 1. doorsneden a. in goud een krul van een bisschopsstaf van keel b. in keel een vijfpuntige ster van zilver 2. in goud een halve keizerlijke adelaar van sabel.." |
| Blason de Maasmechelen | Détails | DM 08.11.1989 |

| Blason de Meeuwen-Gruitrode | Blason  | NL: "Gedwarsbalkt van tien stukken van goud en van keel, met een smalle schuinbalk van lazuur over alles heen, vergezeld boven van de hoofdletter M en beneden van de hoofdletter G, beide van zilver.." |
| Blason de Meeuwen-Gruitrode | Détails | DM 08.12.1990 |

## N
| Blason de Neerpelt | Blason  | NL: "Gedeeld 1. in zilver twee beurtelings gekanteelde dwarsbalken van keel 2. gedwarsbalkt van tien stukken van goud en van keel." |
| Blason de Neerpelt | Détails | DM 04.01.1995 |

| Blason de Nieuwerkerken | Blason  | NL: "Gedeeld 1. gedwarsbalkt van tien stukken van goud en van keel 2. in keel een zittende Sint-Lambertus met zegenende rechterhand en houdende in de linkerhand een bisschopsstaf, het geheel van goud." |
| Blason de Nieuwerkerken | Détails | DM 08.07.1986 |

## O
| Blason de Opglabbeek | Blason  | NL: "In zilver een knoestige schuinbalk van sabel, begeleid door twee golvende schuinstrepen van lazuur." |
| Blason de Opglabbeek | Détails | DM 21.06.1994                                                                                             |

| Blason de Overpelt | Blason  | NL: "In goud drie dwarsbalken van keel, het veld beladen met de hoofdletters PELT van sabel, paalsgewijze geplaatst." |
| Blason de Overpelt | Détails | DM 04.01.1995 |

## P
| Blason de Peer | Blason  | Parti: au 1 burelé d'or et de gueules de dix pièces (Looz ancien), au 2 d'or aux deux pals de gueules. |
| Blason de Peer | Détails | DM 08.07.1986                                                                                          |

## R
| Blason de Riemst | Blason  | NL: "Gedeeld 1. gedwarsbalkt van tien stukken van goud en van keel 2. in goud een dubbele adelaar van sabel, gebekt, getongd en gepoot van keel; ingedreven punt: in keel een omgekeerde Sint-Servaassleutel van zilver." |
| Blason de Riemst | Détails | DM 08.07.1986 |

## S
| Blason de Saint-Trond | Blason  | NL: "In keel een perron op vier treden, geplaatst op drie bollen, getopt met pijnappel en kruis, het geheel van goud; schildhoofd: in goud een dubbele adelaar van sabel, gebekt, getongd, gepoot en overtopt met een keizerskroon, alles van keel." |
| Blason de Saint-Trond | Détails | DM 08.07.1986 |

## T
| Blason de Tessenderlo | Blason  | D'azur à un Saint-Martin à cheval, coupant, avec son épée, son manteau dont il donne la moitié à un mendiant boiteux, posé sur une terrasse, le tout d'or. |
| Blason de Tessenderlo | Détails | DC 28.6.1933 - DM 9.2.1994 - MB 29.6.1994 |

| Blason de Tongres | Blason  | D'argent à la fasce rehaussée d'or sommée de quatre clochettes de vair et soutenue de cinq autres, ordonnées 3 et 2. L'écu ayant pour timbre une couronne à trois fleurons entrecoupés de trois perles dont une surélevée et pour cimier un cygne naissant colleté d'une couronne d'or. |
| Blason de Tongres | Détails | DC 22.3.1990 - DM 18.12.1990 - MB 25.9.1991 |

## W
| Blason de Wellen | Blason  | NL: "In lazuur een Sint-Brigida van Kildare, staande op een grond, vergezeld rechts van een koe en links van een boom, alles van goud." |
| Blason de Wellen | Détails | DM 16.09.1988 |

## Z
| Blason de Zonhoven | Blason  | D'azur à un soleil rayonnant d'or.                           |
| Blason de Zonhoven | Détails | Armes parlantes. (Zon = Soleil) DC 18.12.1837 - AR 29.5.1838 |

| Blason de Zutendaal | Blason  | Parti: en 1 fascé d'or et de gueules de dix pièces; en 2 d'azur à Notre-Dame portant l'enfant Jésus d'or, posée sur un croisant de lune et placée dans une mandorle bordée de raies ondulées entrecoupées d'étoiles à 5 raies, le tout d'argent. |
| Blason de Zutendaal | Détails | DC 7.7.1993 - DM 13.10.1993 - MB 21.6.1994 |